# Yes! We Have No Bananas
«Yes! We Have No Bananas» («Да! У нас нет бананов») — американская комическая песенка Фрэнка Сильвера и Ирвинга Кона, изданная 23 марта 1923 года. Стала главным хитом в 1923 году (занимая первое место в течение пяти недель), когда её записали Билли Джонс, Билли Мюррей, Артур Холл, Ирвинг Кауфман и другие. Позже была записана Benny Goodman and His Orchestra, Spike Jones & His City Slickers, Kidsongs и многими другими.
Ноты песни стали самыми продаваемыми в истории Америки. Это вдохновило на создание песни-продолжения «I’ve Got the Yes! We Have No Bananas Blues», записанной Билли Джонсом и Сэмом Ланином (с вокалом Ирвинга Кауфмана и других) в 1923 году. Эл Джолсон записал на киноплёнку оперную версию, в гриме-блэкфейсе, в 1930-х годах.

## История
Фрэнк Сильвер объяснил журналу Time происхождение песни: «Я американец еврейского происхождения, у меня жена и маленький сын. Около года назад мой маленький оркестр играл в отеле на Лонг-Айленде. Идя в отель и обратно, я обычно останавливался у фруктового ларька, принадлежавшего греку, который начинал каждое предложение со слова „Да“. Звучание его речи преследовало меня и моего друга Кона. Наконец я написал этот стих, а Кон подогнал к нему мелодию».
Утвердительное Yes! (рус. Да!) в начале фразы, ставшей названием песни, побуждает остановиться у прилавка и совершить покупку, хотя желаемого товара там нет. В английском языке употребление частицы Yes перед отрицанием We have no… (рус. У нас нет...) является ошибкой, в результате фраза звучит парадоксально и вызывает у слушателя недоумение. Эта странно звучащая фраза явилась, по мнению обозревателей, главной причиной необычайной популярности песни и стала в английском языке расхожим выражением.
Песня звучала во время гражданских протестов в Белфасте в 1932 году. Это был уникальный пример совместного протеста католиков и протестантов Северной Ирландии, а именно эта песня была использована потому, что была одной из немногих светских песен, которые знали обе общины. Песня дала название книге о Великой депрессии в Белфасте.
Владелец магазина, сказавший «Да! У нас нет бананов» и вдохновивший на создание этой песни, возможно, был одним из многих, кто пострадал от мирового снижения урожая бананов, вызванного Панамской болезнью.
Это словосочетание использовалось много раз, в том числе во время введения карточной системы в Великобритании во время Второй мировой войны, когда британское правительство запретило импорт бананов на пять лет. Владельцы магазинов вывешивали на витринах плакаты с надписью «Да, у нас нет бананов», чтобы поднять боевой дух.
Песня стала предметом колонки Зигмунда Шпета, который предположил, что мелодия могла быть создана методом компиляции фрагментов других произведений, включая хор «Аллилуйя» из «Мессии» Генделя, «Мой милый находится за океаном», «Мне снилось, что я жил в мраморных залах», «Квилтинговая вечеринка тети Дины» и «Старомодный сад» Коула Портера.
Если заменить исходный текст соответствующими фразами из перечисленных мелодий, получится:

Hallelujah, Bananas! Oh, bring back my Bonnie to me

I dreamt that I dwelt in marble halls—the kind that you seldom see

I was seeing Nellie home, to an old-fashioned garden: but,

Hallelujah, Bananas! Oh, bring back my Bonnie to me!
1 января 2019 года ноты песни стали общественным достоянием в США. В 2024 году записи 1923 года также стали в США общественным достоянием.